# Fernand Aymé
Pour les articles homonymes, voir Aymé.
Fernand Aymé né le 10 mai 1922 à Marseille (Bouches-du-Rhône)et décédé le 28 janvier 1945 à Saint-Hippolyte (Haut-Rhin) pendant la Campagne de France, est un résistant français, compagnon de la Libération.

## Distinctions
Les distinctions reçues par Fernand Aymé sont :
| Décoration                       | Ruban | Observations               |
| -------------------------------- | ----- | -------------------------- |
| Chevalier de la Légion d'honneur |       | À titre posthume           |
| Compagnon de la Libération       |       | Décret du 17 novembre 1945 |
| Médaille militaire               |       |                            |
| Croix de guerre 1939-1945        |       | 3 citations                |
| Médaille coloniale               |       |                            |